# Félix del Granado

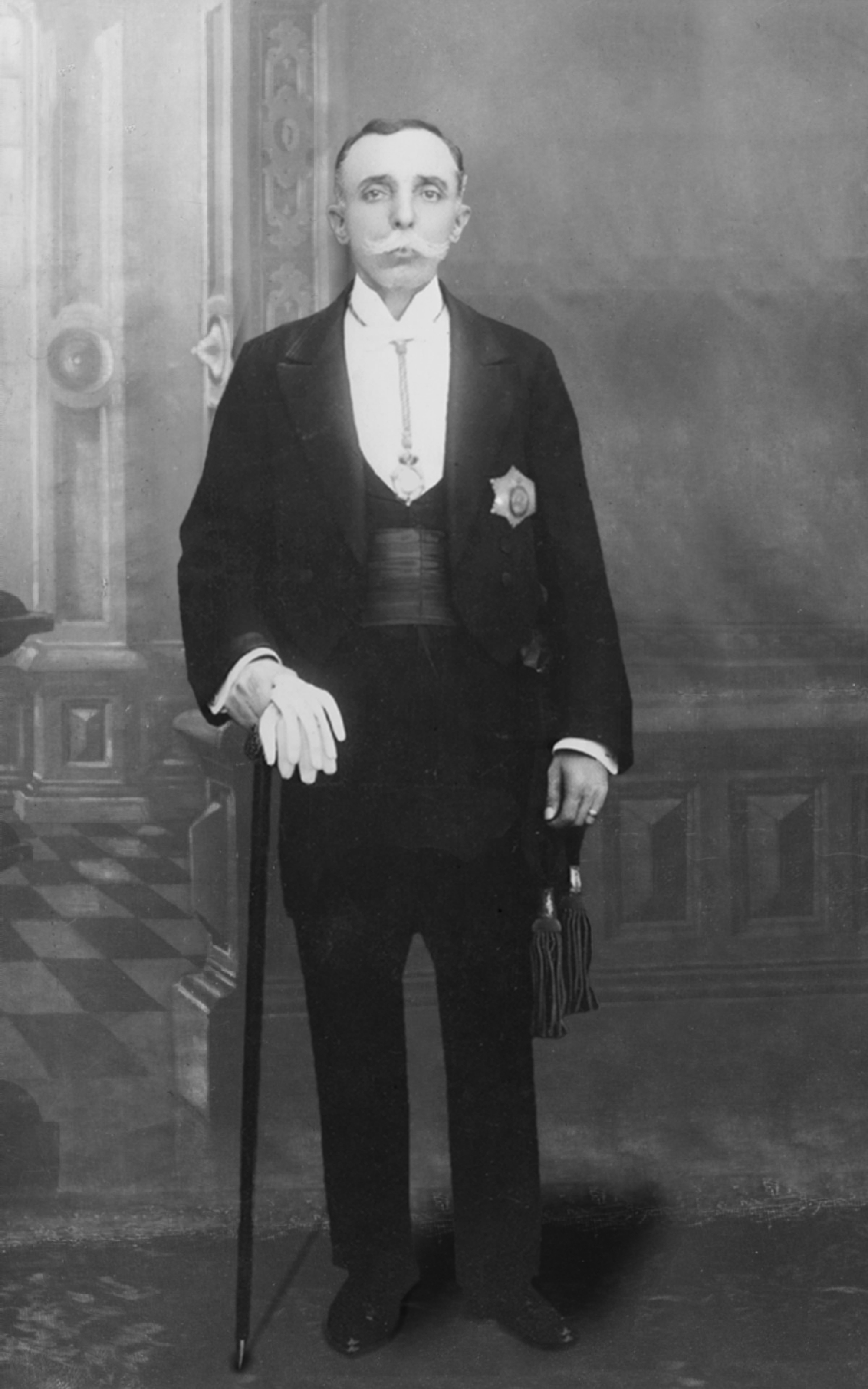
Félix Antonio del Granado Tardío

Félix Antonio del Granado Tardío (13 de junio de 1873-11 de julio de 1932), fue un educador, crítico literario, escritor y poeta boliviano.

## Biografía

### Estudios y actividad pública
Nacido de una familia con raíces en la Colonia, cursó estudios en su ciudad natal, donde se recibió de abogado a los veintiún años. A esa edad fue nombrado secretario privado del presidente Mariano Baptista y posteriormente desempeñó funciones como profesor universitario, rector de la Universidad Mayor de San Simón, prefecto del departamento de Cochabamba, presidente del Centro Patriótico Boliviano, ministro de Instrucción Pública y Agricultura en el gobierno del presidente Bautista Saavedra y ministro de Educación en el gobierno del presidente Hernando Siles. En el ejercicio de ese cargo, fundó las Academias bolivianas de la Lengua y de la Historia. Había que hacer frente a las enormes necesidades de alfabetización que existían en Bolivia, para lo cual, además de mejorar el funcionamiento de las escuelas populares urbanas, instituyó un sistema de educación indígena y rural. El año 1929 ocupó, por segunda vez, el cargo de prefecto del departamento, cargo que dimitió al haber sido elegido presidente del Honorable Consejo Municipal y primer alcalde de Cochabamba. El sueldo que le correspondía lo cedió en beneficio de la comuna. 
Fue académico de número de la Academia Boliviana de la Lengua, correspondiente de la Real Academia Española, miembro de la Academia de Ciencias y Artes de Cádiz, caballero de la Orden de San Silvestre y caballero de la Orden de San Juan de Letrán. Poco antes de la revolución del 1930, fue designado embajador de Bolivia ante la Santa Sede.
Tras su fallecimiento, el presidente Daniel Salamanca, visiblemente conmovido, suspendió toda actividad oficial por un día, en el cual declaró un duelo nacional.

## Obra literaria
Poeta de inspiración modernista, destacó, sin embargo, más en el campo de la crítica literaria, siendo uno de los protagonistas incuestionables en la formación de las Academias bolivianas de la Lengua y de la Historia. Como otros intelectuales de su época, entre los que habría que recordar también al educador mexicano José Vasconcelos, resaltó los vínculos indisolubles de nuestra lengua y cultura compartidas. Educado en la más férrea tradición católica, supo convertirse en uno de los hombres de letras más respetados de su tiempo, y en una de las figures de la historia cultural boliviana que mejor representa los valores de su época. A todo esto es necesario añadir que sus convicciones católicas lo inspiraron para consolidar una corriente de pensamiento dentro de la doctrina social de la Iglesia. Cuidadoso y riguroso en el uso del idioma, fue el más hábil y atento observador de la literatura española e hispanoamericana desde Bolivia del primer tercio del siglo XX, inaugurando una línea de trabajo, desde la convicción de que la literatura puede ahuyentar la injusticia y la fealdad y redimir al mundo, de la que su hijo Javier fue su más que entusiasmado deudor.